# 7118-as mellékút (Magyarország)
A 7118-as számú mellékút egy négy számjegyű mellékút Veszprém, Somogy és Fejér vármegyék határvidékén.

## Nyomvonala
A 7-es főútból ágazik ki, annak, 101+200-as kilométerszelvénye közelében, a Somogy vármegyéhez tartozó Balatonvilágos és a Fejér vármegye részét képező Enying határvidékén, de balatonvilágosi területen. Északnyugat felé indul; a második kilométere után áthalad az M7-es alatt (az autópálya ugyanitt 93+800-as kilométerszelvényénél tart), majd a 2+200-as kilométerszelvényénél egy elágazáshoz ér.
Innentől a Balaton-part felé egyenesen továbbhaladó útszakasz (Ady Endre utca néven) a 71 332-es számozást viseli (ezen a néven az alig 200 méterre lévő Balatonvilágos megállóhelyig, majd onnan tovább még további, mintegy 200 méteren át, Baross Gábor utca néven a parti útig), a 7118-as pedig észak-északkeleti irányba fordul, Dobó István utca néven.
A 3+600-as kilométerszelvényénél beletorkollik a 71 117-es út, délkelet felől, 2,450 kilométer megtétele után, onnantól a neve Dózsa György utca. A 4+700-as kilométerszelvénye előtt kiágazik belőle északnyugat felé a Balatonaliga vasútállomáshoz vezető, alig 120 méteres hosszúságú 71 333-as út (Jászai Mari utca), majd a 4+900-as kilométernél az út ismét keresztezi a vasút vágányait. Innentől Balatonaliga településrész déli szélén halad, nagyjából párhuzamosan a vasúttal; az 5+700-as kilométerszelvényénél lép át Balatonvilágos külterületéről a Veszprém vármegyéhez tartozó Balatonfőkajár területére.
A 71-es főútba torkollva ér véget, annak 2+900-as kilométerszelvényénél, közvetlen a főút M7-es autópályai csomópontja mellett; teljes hossza, az országos közutak térképes nyilvántartását szolgáló kira.gov.hu adatbázisa szerint  6,285 kilométer.